# Stig Tokesen Hvide
Stig Hvide (død 1151), dansk stormand, søn af Toke Skjalmsen og Gyde.
Han er kendt som grundlægger af et stort Benediktinerkloster Essenbæk Kloster ved Randers og som tilhænger af Svend 3. Grathe og Valdemar. 
Han faldt i slaget ved Gedebæk ved Viborg 1151 hvor disse to sejrede over Knud 5.
Han formodes at være den Stig "Hvidlæder", der af Knytlinga Saga omtales som gift med Valdemars ældste søster, Margrethe. I dette ægteskab fødtes Christine (Kirsten), som blev gift med den svenske konge Karl Sverkersson (1163) og blev mor til Sverker Karlsson den yngre. Endvidere havde Stig Hvide og Margrethe sønnerne Niels og Aage, der udmærkede sig i en voldsom kamp mod estiske og kuriske sørøvere (1170).